# 1959-es Formula–1 holland nagydíj
Az 1959-es Formula–1-es világbajnokság harmadik futama a holland nagydíj volt.

## Futam
Zandvoortban indultak az Aston Martinok először világbajnoki futamon, Roy Salvadorival és Carroll Shelbyvel, akik csak a tizenharmadik és tizedik helyet tudták megszerezni. Jo Bonnier indult az első sorból a BRM-mel, Brabham és Moss Cooperje mellől. Graham Hill a figyelemre méltó ötödik helyet érte a Lotusszal. A rajtnál Bonnier állt az élre, de Masten Gregory gyári Cooperével a harmadik sorból indulva a második helyre jött fel, majd a következő körben átvette a vezetést. Moss ezzel szemben visszaesett a középmezőnybe az indulásnál. Az amerikai versenyző a következő 12 körben vezetett, de váltóproblémája miatt Bonnier, majd Brabham is visszaelőzte. Moss a negyedik Behra és Gregory megelőzése után az élen haladókhoz kezdett közeledni, majd megszerezte a vezetést is. A brit váltóhiba miatt kiesett, így Bonnier megszerezte a BRM első győzelmét. Brabham második, Gregory harmadik, a debütáló Innes Ireland a Lotusban negyedik lett.
| Helyezés | #  | Versenyző               | Csapat/Motor  | Futott körök | Idő/Kiesés oka | Rajthely | Pontszám |
| -------- | -- | ----------------------- | ------------- | ------------ | -------------- | -------- | -------- |
| 1        | 7  | Joakim Bonnier          | BRM           | 75           | 2:05'26,8      | 1        | 8        |
| 2        | 8  | Jack Brabham            | Cooper-Climax | 75           | + 14,2         | 2        | 6        |
| 3        | 9  | Masten Gregory          | Cooper-Climax | 75           | + 1'23,0       | 7        | 4        |
| 4        | 12 | Innes Ireland           | Lotus-Climax  | 74           | + 1 kör        | 9        | 3        |
| 5        | 1  | Jean Behra              | Ferrari       | 74           | + 1 kör        | 4        | 2        |
| 6        | 3  | Phil Hill               | Ferrari       | 73           | + 2 kör        | 12       |          |
| 7        | 14 | Graham Hill             | Lotus-Climax  | 73           | + 2 kör        | 5        |          |
| 8        | 10 | Maurice Trintignant     | Cooper-Climax | 73           | + 2 kör        | 11       |          |
| 9        | 16 | Cliff Allison           | Ferrari       | 71           | + 4 kör        | 15       |          |
| 10       | 15 | Carel Godin de Beaufort | Porsche       | 68           | + 7 kör        | 14       |          |
| Ki       | 11 | Stirling Moss           | Cooper-Climax | 62           | Váltó          | 3        |          |
| Ki       | 6  | Harry Schell            | BRM           | 46           | Váltó          | 6        |          |
| Ki       | 2  | Tony Brooks             | Ferrari       | 42           | Olajszivárgás  | 8        |          |
| Ki       | 5  | Carroll Shelby          | Aston Martin  | 25           | Motorhiba      | 10       |          |
| Ki       | 4  | Roy Salvadori           | Aston Martin  | 3            | Motorhiba      | 13       |          |

## Statisztikák
Vezető helyen:
- Jo Bonnier: 58 kör (1 / 12-29 / 34-59 / 63-75)
- Masten Gregory: 10 kör (2-11)
- Jack Brabham: 4 kör (30-34)
- Stirling Moss: 3 kör (60-62)

Jo Bonnier egyetlen győzelme, egyetlen pole-pozíciója, Stirling Moss 13. leggyorsabb köre.
- BRM 1. győzelme.

Innes Ireland első versenye.